# 観福寺 (香取市山倉)
観福寺（かんぷくじ）は、千葉県香取市山倉にある真言宗豊山派の寺院。山号は山倉山。本尊は大六天王。元は山倉大神の別当寺であった。

## 概要
山号は、地区の名称から山倉の地名を取り「山倉山」。院号は、京都嵯峨御所から下る聖観世音菩薩が勧請されている伽藍、天地に（地）、伽藍（院：建物）と謂う事で「観音地院」。寺号は、聖観世音菩薩の福徳を授けると謂う事で「観福寺」。
御本尊は明治維新太政官公布による神仏分離令が出された翌年の1869年（明治2年）5月24日まで、今の山倉大神の本殿奥の間（宮殿）に勧請されていた。それまでは別当から出向き御祈祷が修法されていた。天部の御本尊であり益して弘法大師空海が勧請した御本尊であり、真言宗で最も大切な《お経：般若理趣経の御本尊》である為、別当に持ち帰り、現講堂に遷座後現本堂に奉安され現在に至る。
本堂まで左右に曲げてあるのは、八方除きの参道である。また、道路側から厄除の石段である。最初の段は「13歳 男女の厄」、次の段は「5段 自分自身の五体清浄の清めの段」、次の石段（男女の厄除き）は「33歳 女性/42歳 男性」、本堂前の木段は「6段 六根清浄」である。尚、参道と石段は参拝者専用の参道と石段となっている。
又、近年企画（木村氏）が当山を訪問して関東に四国八十八ケ所の写しを企画との事、当山は真言宗の開祖弘法大師が815年（弘仁5年）に勧請した御本尊『大六天（正式名称：他化自在 天王宮）』と『子育子育観世音菩薩（荒彫り）』の二体が勧請されているので仲間入りを願い出て、関東八十八ヶ所霊場第45番札所となっている。当山は日本に点在する『第六天』の総本山ともされている。

## 由緒
811年（弘仁2年）円頓によって創建され、814年（弘仁5年）弘法大師空海がこの寺に入り修法した。
京都嵯峨御所（お上）から「十六菊紋」の使用（寺紋）許可、緋紫法着用（当山は僧階に関係なく堂守に就任すると同時に）認可、江戸殿中に参上認可、殿と接見許可
、講堂正面に葵紋付きを観ることが出来る。

## 山倉山大六天王畧縁起文
【山倉山大六天王畧縁起文】より
抑々本尊大六天王と申し奉るは大日如来の内眷屬にして此の慾界に安住し假りに降伏の形相を示し給ひ大自在神通の力を以て或は大忿怒威の御身と現はれ悪鬼魔軍面縛し厄難消除疾病退散を司り壽命を與へ福徳智惠愛敬を授け給ふの御誓願なれば御利益は響きの物に應するが如く願として満足せざることなし

茲に當山の由來を案ずるに人皇52代嵯峨天皇の御宇弘仁5年天下大疾し衆人其の病苦に斃るヽ者巷に満る蔭惨の状人の目を覆ふばかりなり時恰も大聖吾が弘法大師東國回錫の砌り即ち同年辛卯霜月初卯の日霊験新かなる御本尊を此の地に勧請し奉り済世利民の本願を以て國家安全萬民豊楽を祈り殊には末世諸人の疾病に苦しむを憐れみ天尊の威徳を仰いて護摩供の秘法を厳修し給ふ事一夏90日（座）の間遂に感應空しからず奇瑞ありし中にも龍神よりは夜毎に龍燈を捧げ供魚として鮭の魚を献し奉る而して此の天尊を信心し護摩供御霊符の御利益に依り厄難病苦を脱れ福徳智惠愛敬を満足したる者挙げて御魚として献るに敢えて変ることなく實に有難き事ならずやされば此の天尊を信ずる人々は疾病厄難を退れ福智益長し家門繁栄子孫長久の基き最も御符護摩供の霊験に因りて當利益を蒙りし者は擧げて数へ難し之れ諸人の知る處なり

又當山は往時皇室の御祈願所と御尊特に嵯峨御所入りは観音地院の称号を賜り緋紫衣被着の允許あり殿上の参入を許され菊花御紋章付御勅願の御下賜あり其の他寶冠御幕等國寶的寶物を多数保存し以て往時の威容を忍ぶに足るものあり古来山倉山と唱ふれば抜苦與楽の一大霊場として天下に其の名を歌はれしも亦故なきにあらざるなり　

時會明治維新排佛稀釈の法難に遭へ神佛分離の制度に依り現在の山倉大神より御本尊を當山に移請し奉り附属する宝物記録等一切を管理し又跡に高皇産命を祀り山倉部落の鎮守として山倉大神と称す故に古へより山倉様と称し諸人の信仰を集めたるは當山の御本尊にして之れ即ち大六天王と山倉大神の分離別体なる所以なり

かヽる新かなる尊天なれば十方信者結縁のために今大護摩を修行し殊には延命息災講中安全悪疾退散諸人快楽を祈誓し奉るものなり

## 所在地・交通
所在地：千葉県香取市山倉1934番地の1
- 公共交通
  - JR成田線「佐原駅」から山倉行き千葉交通バス⇒終点「山倉」バス停下車、徒歩約2分
  - 成田線「小見川駅」からコミュニティバス「山田循環バス」の運行もあり
- 自動車等：成田市方面より東総有料道路終点「大角」手前の交差点を右折し、千葉県道114号八日市場山田線を南西に約2km